# Краснощоково (Краснощоковський район)
Краснощо́ково (рос. Краснощёково) — село, центр Краснощоковського району Алтайського краю, Росія. Адміністративний центр Краснощоковської сільської ради.

## Населення
Населення — 5078 осіб (2010; 5506 у 2002).
Національний склад (станом на 2002 рік):
- росіяни — 95 %